# Канэ, Густав
Густа́в Канэ́ (фр. Gustave Canet; 29 сентября 1846, Бельфо́р — 8 октября 1908) — французский инженер, известный в области артиллерийской техники.

## Биография
Родился 29 сентября 1846 года в Бельфоре. Получил образование в гимназии в Страсбурге и в школе искусств и ремесел в Париже.
В 1869 году поступил инженером на железнодорожные заводы в Рейсшоффене (Эльзас-Лотарингия).
Во время франко-прусской войны 1870—1871 годов в качестве лейтенанта артиллерии в Верхне-Рейнской армии принимал непосредственное участие в организации обороны Нёф-Бризаха. Был в плену, а по окончании войны продолжил службу инженером на железной дороге в Швейцарии и принял участие в строительстве линии Delle-Porrentruy.
Некоторое время Канэ работает в компании London Ordnance Works & Co, а затем в 1872 году переходит в мастерские «Вавассер и Ко» в Лондоне, производившие орудия. Там он занимается разработкой материальной части артиллерии, в частности, исследует проблему снижения нагрузки на детали при ударе. В 1876 году Канэ опубликовал в «Журнале Артиллерии» свою теорию гидравлического тормоза для уменьшения отката орудия и разработал новые принципы конструирования лафетов и военных повозок.
В 1881 году, покинув завод Вавассера, Канэ основал артиллерийский отдел на механических и судостроительных заводах в Гавре (фр.), но так как изготовление артиллерии во Франции составляло государственную монополию, то ему только в 1885 году, после многочисленных и настойчивых ходатайств удалось добиться отмены ограничений и создать собственную фирму (общество) под названием «Форже э Шантье Медитеране» которая должна была обеспечивать разработку, испытания и поставку производимых орудий внутренним и внешним заказчикам.
В 1889 году Канэ продемонстрировал на Всемирной выставке свои скорострельные пушки крупного калибра, которые были высоко оценены и заказаны для военных флотов ряда государств.
К этому времени во Франции уже была принята для полевой артиллерии система Банжа. В области же береговой, осадной, крепостной и морской артиллерии оставалось широкое поле деятельности. Усовершенствования, предложенные Канэ, характеризуются применением простых и очень совершенных механизмов, ускоряющих манипуляции с орудием и обеспечивающих наибольшую безопасность для прислуги.

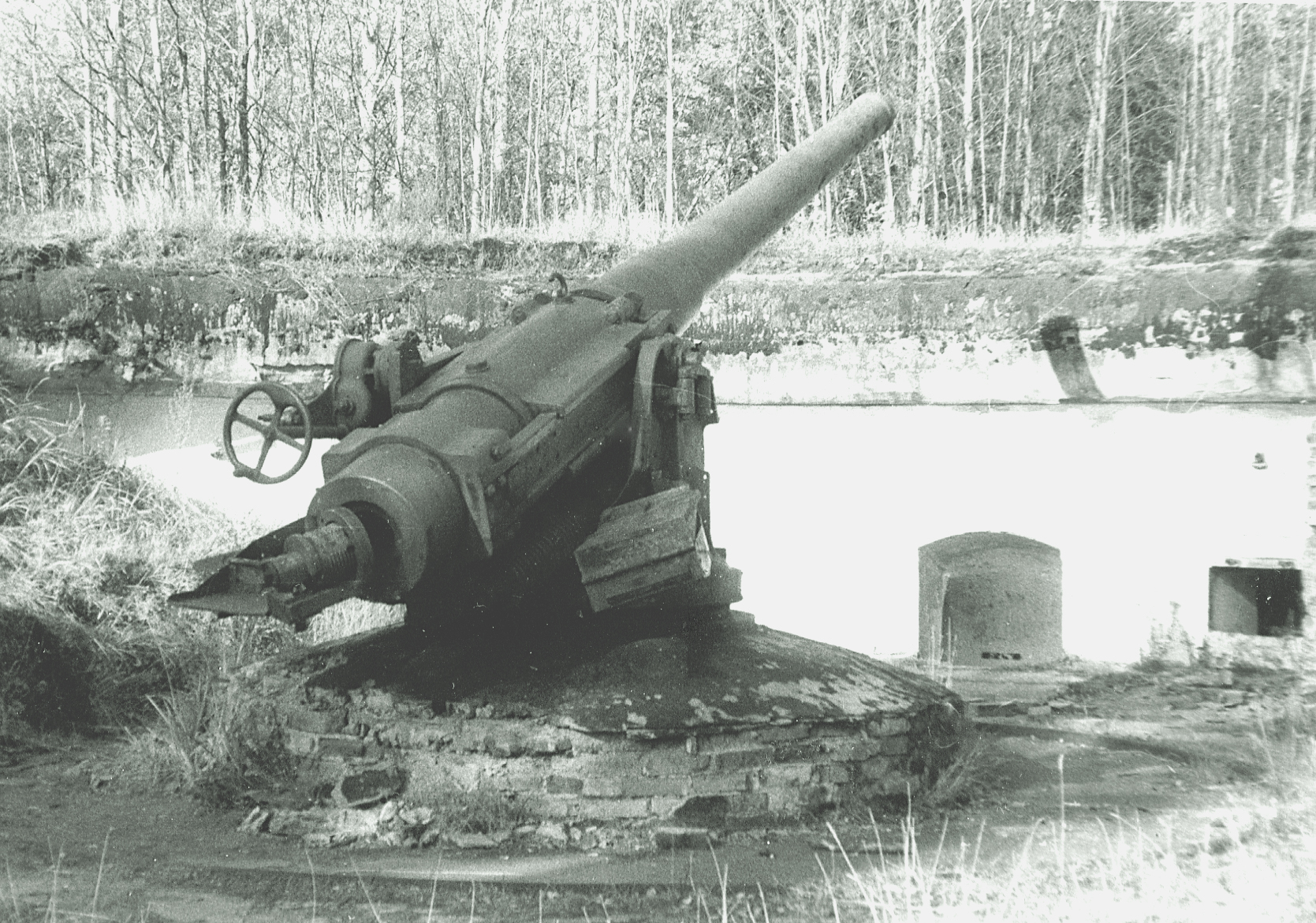
6" пушка Канэ на вооружении форта «Красная Горка»

Значение Канэ для прогресса артиллерийского дела ещё более увеличилось после того, как в 1897 году Гаврский завод слился с фирмой «Шнейдер» (фр.), владевшей до этого большим металлургическим, машиностроительным и бронепрокатным заводами в Ле-Крёзо, а к Канэ перешло руководство обоими предприятиями в качестве директора Артиллерии.
Изобретение во Франции бездымного пороха дало повод Канэ разработать скорострельное орудие, превосходившее все имеющиеся на тот момент образцы, что привлекло на заводы многочисленные заказы от иностранных государств, в том числе России, Японии и др. Это выдвинуло фирму в ряд серьёзных конкурентов для монопольных до того времени частных английских и немецких военных заводов Виккерса-Армстронга и Круппа. Кроме того, Канэ впервые удалось в 1890 году сконструировать орудие с начальной скоростью снаряда в 1000 м/сек при обычных условиях стрельбы.
Затем им были разработаны воздушные и пружинные накатники, лафеты для судовых башенных установок с центральным заряжанием при всех положения орудия, минные аппараты, различные типы орудийных затворов.
Башенные установки на русских броненосцах «Гангут», «Георгий Победоносец», «Три Святителя», «Двенадцать апостолов», «Сисой Великий», «Адмирал Апраксин», «Ослябя», «Пересвет» и др., а также 6-дюймовые скорострельные пушки, 120- и 75-мм, имевшиеся на вооружении береговых батарей (в частности, на фортах Кронштадта) и судов, разработаны им и носят название «Система Шнейдер-Канэ» (Schneider-Canet). Орудия Канэ выпускались также и в России на Пермском и Обуховском заводах.
Канэ занимался также изучением порохов и взрывчатых веществ и занимал следующие должности:
- председатель Французского Общества безопасных порохов;
- председатель Общества боеприпасов;
- почетный председатель синдиката фабрикантов и строителей предметов военного снаряжения;
- член министерской комиссии по изучению порохов военного ведомства;
- президент Ассоциации выпускников Высшей школы искусств и ремесел в 1893 г. (de l’Association des anciens élèves de Centrale);
- президент Общества гражданских инженеров Франции;
- почетный член A.S.M.E. (American Society of Mechanical Engineers) в 1900 г.;
- президент «Junior Institution of Engineers» в Лондоне в 1907—1908, первый иностранный президент этого Общества. После его смерти это Общество даст имя «Gustave Canet lecture» циклу конференций.

Канэ был награждён правительствами разных государств многочисленными высшими знаками отличия. Он был членом нескольких иностранных ученых обществ в Англии, Америке и России (Императорское русское техническое общество). Канэ вышел на пенсию в 1907 году и умер 12 октября 1908 года.

## Литература

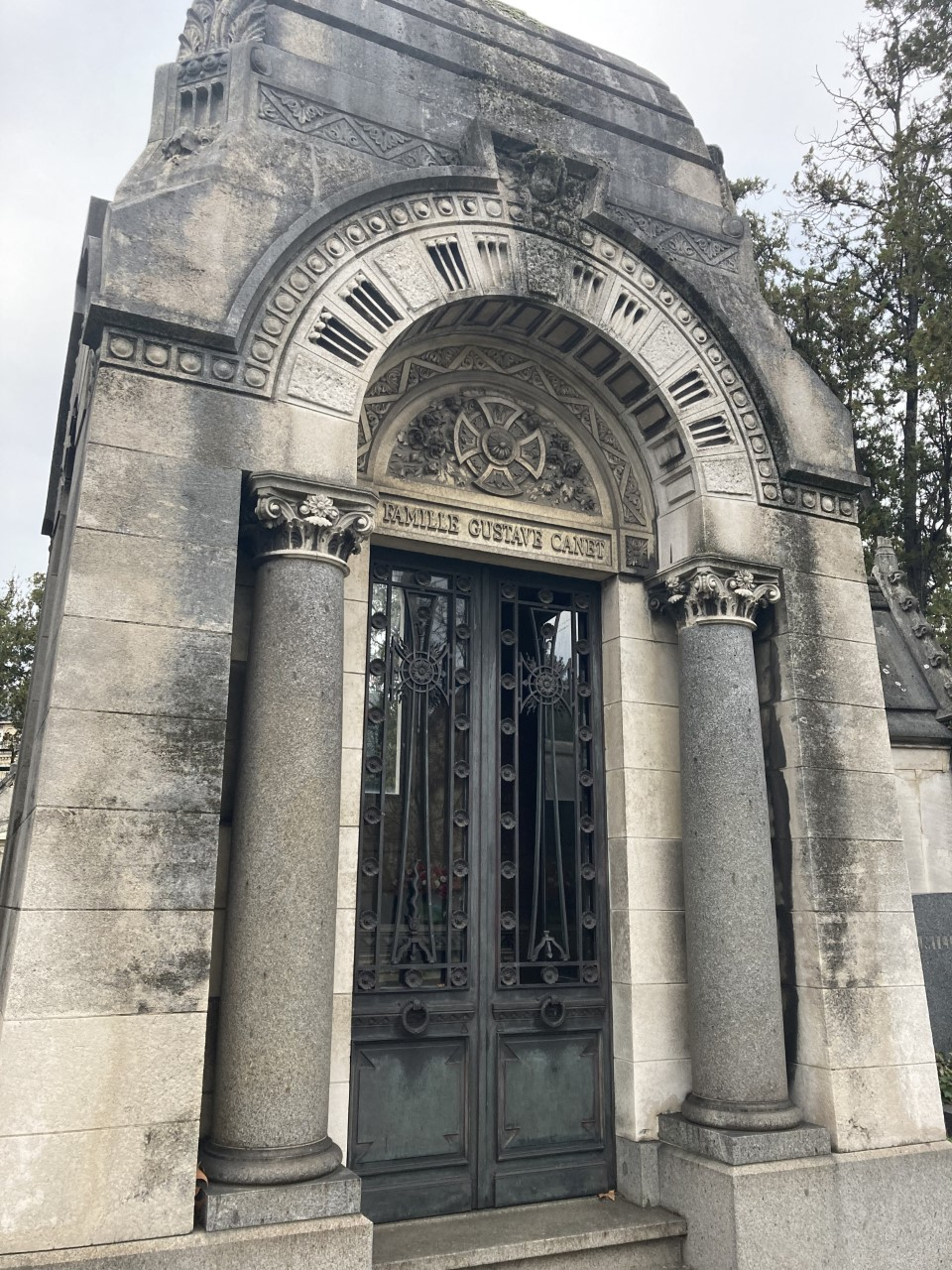
Могила, на кладбище Пасси.